# Ryan Marsh
Ryan Marsh (* 3. Juni 1985) ist ein ehemaliger südafrikanischer Eishockeyspieler, der seine gesamte Karriere bei den Johannesburg Wildcats beziehungsweise deren Vorgänger, den Krugersdorp Wildcats, und deren Nachfolger Kempton Park Wildcats in der Gauteng Province Hockey League spielte.

## Karriere
Ryan Marsh begann seine Karriere bei den Krugersdorp Wildcats in der Gauteng Province Hockey League, einer der regionalen Ligen, deren Sieger um den südafrikanischen Meistertitel spielen und der sich später in Johannesburg Wildcats und schlussendlich in Kempton Park Wildcats umbenannte. Er spielte dort bis zu seinem Karriereende 2015.

### International
Marsh stand im Juniorenbereich bei der U18-Weltmeisterschaft der Division III 2002  und der U18-Weltmeisterschaft der Division II 2003 sowie den U20-Weltmeisterschaften der Division III 2002 und 2005 und der Division II der 2003 und 2004 für Südafrika auf dem Eis. 
Mit der Herren-Nationalmannschaft spielte er bei den Welttitelkämpfen der Division II 2004 und 2006 sowie der Division III 2005, 2007 und 2008.

## Erfolge und Auszeichnungen
- 2002 Aufstieg in die Division II bei der U18-Weltmeisterschaft der Division III
- 2005 Aufstieg in die Division II bei der U20-Weltmeisterschaft der Division III
- 2005 Aufstieg in die Division II bei der Weltmeisterschaft der Division III
- 2008 Aufstieg in die Division II bei der Weltmeisterschaft der Division III